# 西ノ庄駅
西ノ庄駅（にしのしょうえき）は、和歌山県和歌山市にある、南海電気鉄道加太線の駅。駅番号はNK44-4。

## 歴史
- 1930年（昭和5年）
  - 12月1日：加太軽便鉄道の八幡前駅 - 二里ヶ浜駅間に西庄駅として新設[1]。
  - 12月22日：社名変更により加太電気鉄道の駅となる。
- 1942年（昭和17年）2月1日：会社合併により南海鉄道の駅となる。
- 1944年（昭和19年）6月1日：会社合併により近畿日本鉄道の駅となる。
- 1947年（昭和22年）6月1日：路線譲渡により南海電気鉄道の駅となる。
- 2012年（平成24年）4月1日：駅ナンバリングが導入され、使用を開始[2][3]。

## 駅構造
単式1面1線のホームを持つ地平駅。

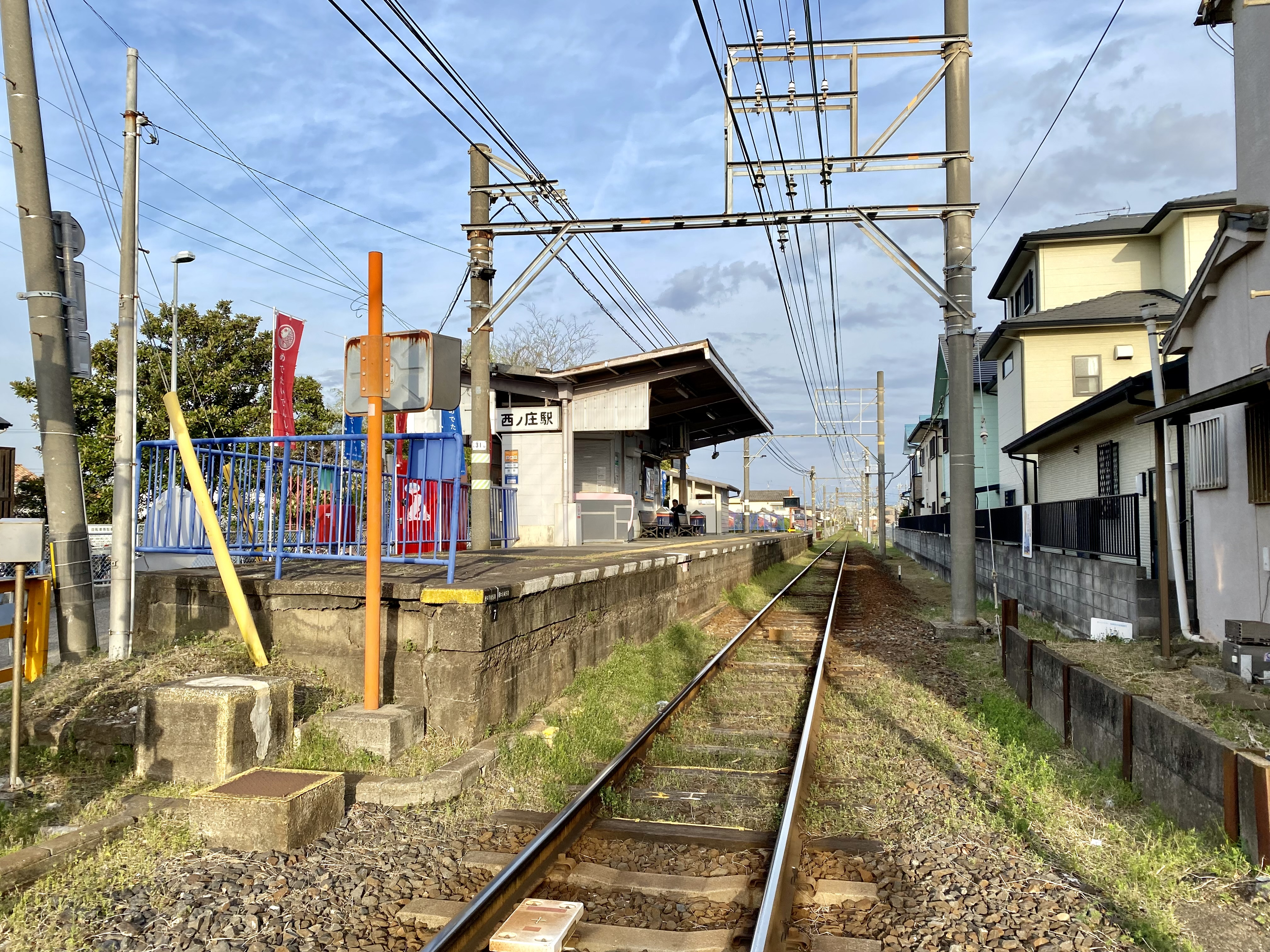
ホーム（2022年4月）

加太線の途中駅では唯一、交換設備がなく、無人駅。ホームは線路から見て北側にあり、加太方面と和歌山市方面の双方が同じホームに発着する。かつては、車庫（引き込み線）があった。
駅舎はホームの加太駅寄りに面している。窓口は無人駅のため閉鎖されている。

## 利用状況
2020年（令和2年）度の調査結果では、1日平均乗降人員は545人である。この数字は南海の駅全体では100駅中78位、加太線の駅（和歌山市駅は除外）としては8駅中5位。
各年度の1日平均乗降人員は下記の通り。
| 年度   | 1日平均 乗降人員 | 順位 |
| ------ | ---------------- | ---- |
| 1980年 | 1,786            |      |
| 1985年 | 1,619            |      |
| 1990年 | 1,626            |      |
| 1995年 | 1,440            |      |
| 2000年 | 1,054            |      |
| 2001年 | 989              |      |
| 2002年 | 957              |      |
| 2003年 | 937              |      |
| 2004年 | 961              |      |
| 2005年 | 932              |      |
| 2006年 | 874              |      |
| 2007年 | 782              |      |
| 2008年 | 758              |      |
| 2009年 | 684              |      |
| 2010年 | 668              |      |
| 2011年 | 677              |      |
| 2012年 | 654              |      |
| 2013年 | 654              |      |
| 2014年 | 717              |      |
| 2015年 | 716              |      |
| 2016年 | 668              |      |
| 2017年 | 662              | 78位 |
| 2018年 | 675              | 78位 |
| 2019年 | 665              | 77位 |
| 2020年 | 545              | 78位 |
| 2021年 | 555              | 78位 |

## 駅周辺
駅の周囲は民家が多い。
当駅周辺の道は非常に狭いうえ、特に夏季は磯ノ浦海水浴場へ向かう車が多く通るために注意が必要である。
- 和歌山西庄中郵便局
- 河西公園
- 新日鐵住金独身寮
- 日鉄住金テックスエンジ（株）中浜社宅

## 隣の駅
南海電気鉄道
 加太線
八幡前駅 (NK44-3) - 西ノ庄駅 (NK44-4) - 二里ヶ浜駅 (NK44-5)